# Kiselița, Kiustendil
Kiselița (în bulgară Киселица) este un sat în comuna Trekleano, regiunea Kiustendil,  Bulgaria. 

## Demografie
Componența etnică a satului Kiselița
     Bulgari (100%)
     Nicio identificare (0%)
     Altele (0%)
La recensământul din 2011, populația satului Kiselița era de 16 locuitori. Din punct de vedere etnic, toți locuitorii erau bulgari.